# Zomba
Zomba er en by i den sydlige del af Malawi, med et indbyggertal (pr. 2008) på cirka 101.000. Byen er hovedstad i et distrikt af samme navn, og var tidligere hovedstad i Britisk Centralafrika. 